# Сизарка
Сиза́рка (Mayrornis) — рід горобцеподібних птахів родини монархових (Monarchidae). Представники цього роду мешкають на Соломонових островах і на Фіджі.

## Види
Виділяють три види:
- Сизарка ванікорська (Mayrornis schistaceus)
- Сизарка рудогруда (Mayrornis versicolor)
- Сизарка білочерева (Mayrornis lessoni)

## Етимологія
Рід названий на честь німецького орнітолога Ернста Майра